# Fernando Mena
Fernando Alberto Mena Rojas (Quintero, Chile, 26 de octubre de 1984) es un actor, dramaturgo, director teatral y escritor chileno.

## Carrera
Sus estudios los realizó en la Carrera de Teatro de la Universidad de Playa Ancha de Valparaíso y posteriormente cursó el Máster en Práctica Escénica y Cultura Visual de la Universidad de Castilla-La Mancha y Museo Nacional Centro de Arte Reina Sofía en Madrid. 
Ha desarrollado un amplio trabajo en actuación, dramaturgia y narrativa, destacando su trabajo en cine y teatro. Actualmente ejerce como docente en Chile y desde mayo del 2025 es miembro del Consejo Nacional de las Artes Escénicas del Ministerio de las Culturas, las Artes y el Patrimonio (Chile). 

## Cine
En el 2011 debuta en cine con la película "Mejor no Fumes" de Daniel Peralta. El 2012  coprotagoniza junto a Tomás Verdejo y María José Bello la película "Fiesta Falsa" de Daniel Peralta. El 2013 forma parte del elenco de "El Paso del Diablo" de Danilo Ahumada. El año 2016 protagoniza junto a María Gracia Omegna la película "Andrés lee i escribe" de Daniel Peralta,  estrenada en marco del Sanfic en su duodécima  versión. El 2018 escribe y dirige en Madrid el cortometraje "Arraigo (o agua)"
| Año  | Película             | Personaje      | Director        |
| ---- | -------------------- | -------------- | --------------- |
| 2011 | Mejor No Fumes       | David          | Daniel Peralta  |
| 2012 | El Nido del Trauma   | Alejandro      | Simón Poblete   |
| 2013 | Fiesta Falsa         | Felipe         | Daniel Peralta  |
| 2013 | El Paso del Diablo   | Obrero         | Danilo Ahumada  |
| 2016 | Andrés lee i escribe | Andrés Centeno | Daniel Peralta  |
| 2024 | Primera Persona      | Marambio       | Daniel Peralta  |
| 2025 | Latir                | Fernando       | Patricio Loutit |

## Teatro
Actor
- Lautaro o los Héroes del Mito (2005) como Lautaro
- Yo Conocí a Violeta Parra, pero no estoy segura.[10][11] (2008) como Ángel.
- Todo es Cancha[12][13][14] (2010) como El Negro
- Malacrianza y otros Crímenes (2010) como Padre.
- El Amor es un Francotirador.[15] (2011) como El Tímido.
- Terreno (2012) como Sereno[16]
- La Viuda de Apablaza (2012) como Fidel
- Mediagua (2013) como "El Hijo" [17] Premio a Mejor Actor Festival de Teatro de Invierno de Calama 2014[18]

- Ensayo Técnico (2013) como "Actor" [19]

- Expreso Chile (2017) como "Héctor" [20]

- Bomba (2019) como "Hombre Caja"[21]

- Paradise (2019) como "Músico y Jinete"[22]

- La Casa Azul (2024) como "Juan"[23]

Dramaturgo y Director
- “Trilogía del Miedo en Chile” (2010)[24]

- “Pato Yáñez o el Gesto Nacional”
- “Malicia…no es otra obra burguesa”
- “Prefiero Morir Aquí”
- 21/12 (2011)[25][26]
- En Algún Lugar (2011)
- Bondad (2012)
- 15 Años Después (2015)[27] Adaptada al cine el año 2021[28]

- Salomé (Adaptación) (2016 - 2019)[29]

- Arraigo(y futuro) (2022)[30]

Dramaturgo
- Alzheimer (co-dramaturgia junto a Teatro Imaginario) (2013)[31]
- Amanda (2014)  Obra Ganadora del Concurso Nacional de Dramaturgia del Exilio del Museo de la Memoria y los Derechos Humanos[32]
- Enemigo (2016)[33]
- Negros (2017)[34]

- Peso Mosca (2019) publicada en la Antología de Dramaturgia Chilena

Contemporánea: Dramaturgias Invocadas. Ediciones Universidad Austral

## Literatura
El 2012 es premiado con el segundo lugar y el premio del público con su cuento “Cansancio” en el concurso literario  Santiago en 100 Palabras XI Versión. El premio le fue entregado por el escritor Alejandro Zambra y su cuento leído por el actor Daniel Muñoz con música del cantautor Manuel García. El año 2016, el mismo cuento fue elegido como el más popular de las quince ediciones del concurso. El 2015 es ganador con su novela “Hogar” de la Beca de Creación Literaria del Fondo Nacional del Libro del  Consejo Nacional de la Cultura y las Artes publicada por Editorial Kindberg en diciembre de 2016  y editada en Argentina por la Editorial EDUVIM el 2019. 
El año 2025 publica su segunda novela "Pacientes" en la editorial Playa Sur Editora.

## Proyecto musical
En el área musical, ha desarrollado un proyecto solista editando su primer disco de corte independiente titulado “Diminutivo” (2010) y participando con la canción "Velocidad" en la banda sonora de la película chilena Mejor No Fumes (2011) de Daniel Peralta. Su segundo disco "Playas Privadas"  producido por el músico chileno Diego Peralta y fue lanzado el mes de noviembre de 2015.

## Video Animaciones
Entre los años 2008 y 2009 desarrolló un trabajo audiovisual bejo el concepto minimalista en el diseño, escribiendo, ilustrando y dirigiendo videos musicales animados, destacando el trabajo que realizó para la banda Mogwai el año 2008 con el video «The Batcat Animation» para el sencillo Batcat del álbum Hawk is Howling y también realizando los videos Mi corazón, su casa y Cortinas Naranjas para el cantautor chileno Javier Barría